# Pratt & Whitney F119
L'F119-PW-100 è un motore aeronautico turboventola a basso rapporto di diluizione, dotato di postbruciatori sviluppato dall'azienda statunitense Pratt & Whitney per equipaggiare l'F-22 Raptor, caccia stealth della Lockheed Martin.

## Storia
L'F119 nasce dall'esigenza di rinnovare ulteriormente la gamma di motori dedicata ai nuovi velivoli da combattimento, progettato con la finalità di ottenere un maggior rapporto potenza peso, minor consumo di combustibile, minori costi di manutenzione ed un maggior fattore di spinta rispetto ai precedenti modelli prodotti.

## Descrizione tecnica
Il propulsore rientra nella fascia delle 35 000 libbre di spinta, corrispondente a circa 160 kN, ed è stato progettato per il volo supersonico senza l'ausilio dei postbruciatori, chiamata in gergo aeronautico supercrociera (supercruise).
Accreditato del 22% in più di spinta e realizzato con il 40% in meno di parti meccaniche, rispetto ai tradizionali motori di 4ª generazione l'F119 permette di sostenere una supercrociera superiore a Mach 1,72.

### Thrust Vectoring
L'ugello di scarico dell'F-119 inoltre dispone di un apparato di petali regolabili in grado di deflettere il flusso dei gas di scarico di 20° verso l'alto o il basso consentendo al velivolo un ulteriore incremento nella manovrabilità complessiva.
Dall'F119 deriva il Pratt & Whitney F135 che verrà adottato come propulsore sull'F-35 Lightning II.

## Velivoli utilizzatori
Stati Uniti
- Lockheed Martin-Boeing F-22 Raptor